# 托馬斯維爾鎮區 (北卡羅萊納州戴維森縣)
托馬斯維爾鎮區（英語：Thomasville Township）是位於美國北卡羅萊納州戴維森縣的一個鎮區。

## 地方資料
托馬斯維爾鎮區的面積為166.80平方千米，皆為陸地。根據2020年美國人口普查的數據，當地共有人口41761人，而人口密度為每平方千米250.37人。